# Thomas Anthony Daly
Thomas Anthony Daly (San Francisco, 30 aprile 1960) è un vescovo cattolico statunitense, dal 12 marzo 2015 vescovo di Spokane.

## Biografia
Monsignor Thomas Anthony Daly è nato a San Francisco il 30 aprile 1960.

### Formazione e ministero sacerdotale
Nel 1982 ha conseguito un Bachelor of Arts all'Università di San Francisco. Ha compiuto gli studi ecclesiastici presso il seminario "San Patrizio" di Menlo Park. Successivamente, nel 1996, ha ottenuto un Master of Arts in pedagogia presso il Boston College.
Il 9 maggio 1987 è stato ordinato presbitero per l'arcidiocesi di San Francisco. In seguito è stato vicario parrocchiale della parrocchia di Nostra Signora di Loreto a Novato dal 1987 al 1992, insegnante e cappellano presso la Marin Catholic High School di Kentfield dal 1992 al 2003, vicario parrocchiale della parrocchia di Santa Cecilia a Nicasio dal 1995 al 1999, cappellano part-time del dipartimento di polizia di San Francisco dal 1995 al 2003, cappellano della Saint Vincent School for Boys e direttore associato della Catholic Charities CYO dal 1999 al 2002, direttore delle vocazioni sacerdotali dal 2002 al 2011, presidente della Marin Catholic High School, consultore arcidiocesano e membro del consiglio presbiterale dal 2003 al 2011.

### Ministero episcopale
Il 16 marzo 2011 papa Benedetto XVI lo ha nominato vescovo ausiliare di San Jose in California e titolare di Tabalta. Ha ricevuto l'ordinazione episcopale il 25 maggio successivo nella cattedrale di San Giuseppe di San Jose dal vescovo di San Jose in California Patrick Joseph McGrath, coconsacranti l'arcivescovo metropolita di San Francisco George Hugh Niederauer e il vescovo di Helena George Leo Thomas. Come ausiliare è stato vicario episcopale per il clero, membro del consiglio di amministrazione del seminario "San Patrizio" di Menlo Park e parroco della parrocchia di San Nicola a Los Altos dal 2014.
Il 16 settembre 2013, l'arcivescovo di San Francisco Salvatore Joseph Cordileone, che è anche presidente e cancelliere del seminario "San Patrizio" di Menlo Park, lo ha nominato rettore ad interim del seminario. Questa è la prima volta nella storia del seminario che il rettore non era un membro della Compagnia dei sacerdoti di San Sulpizio. Monsignor Daly è stato rettore fino a quando i sulpiziani non hanno nominato un nuovo superiore nella persona di padre Gladstone Stevens che ha assunto l'incarico all'inizio del nuovo anno accademico 2014.
Il 12 marzo 2015 papa Francesco lo ha nominato vescovo di Spokane. Ha preso possesso della diocesi il 20 maggio successivo.

## Genealogia episcopale
La genealogia episcopale è:
- Cardinale Scipione Rebiba
- Cardinale Giulio Antonio Santori
- Cardinale Girolamo Bernerio, O.P.
- Arcivescovo Galeazzo Sanvitale
- Cardinale Ludovico Ludovisi
- Cardinale Luigi Caetani
- Cardinale Ulderico Carpegna
- Cardinale Paluzzo Paluzzi Altieri degli Albertoni
- Papa Benedetto XIII
- Papa Benedetto XIV
- Cardinale Enrico Enriquez
- Arcivescovo Manuel Quintano Bonifaz
- Cardinale Buenaventura Córdoba Espinosa de la Cerda
- Cardinale Giuseppe Maria Doria Pamphilj
- Papa Pio VIII
- Papa Pio IX
- Cardinale Alessandro Franchi
- Cardinale Giovanni Simeoni
- Cardinale Antonio Agliardi
- Cardinale Basilio Pompilj
- Cardinale Adeodato Piazza, O.C.D.
- Arcivescovo Luigi Raimondi
- Arcivescovo John Raphael Quinn
- Vescovo Patrick Joseph McGrath
- Vescovo Thomas Anthony Daly